# 顯徑體育館

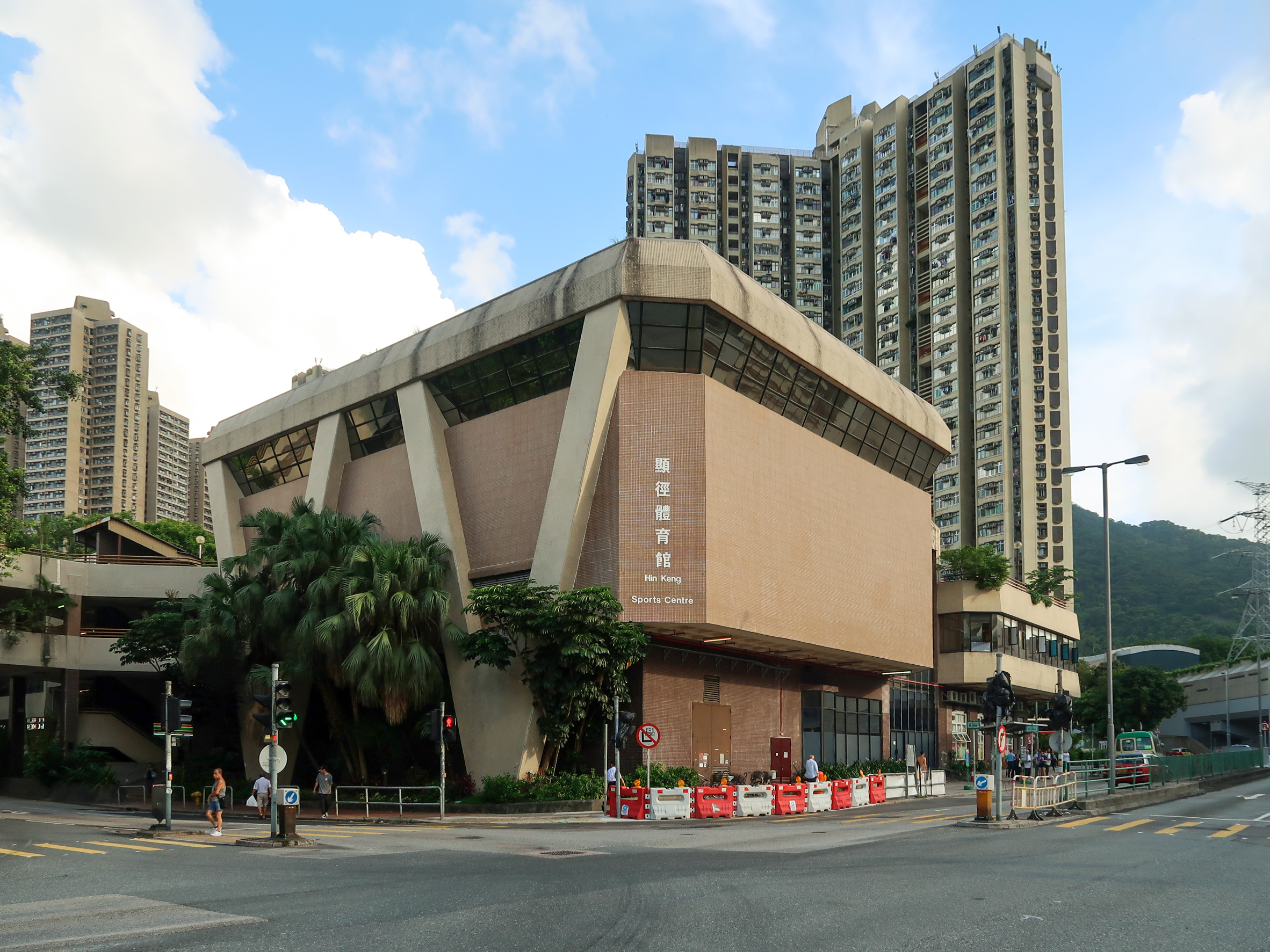
顯徑體育館

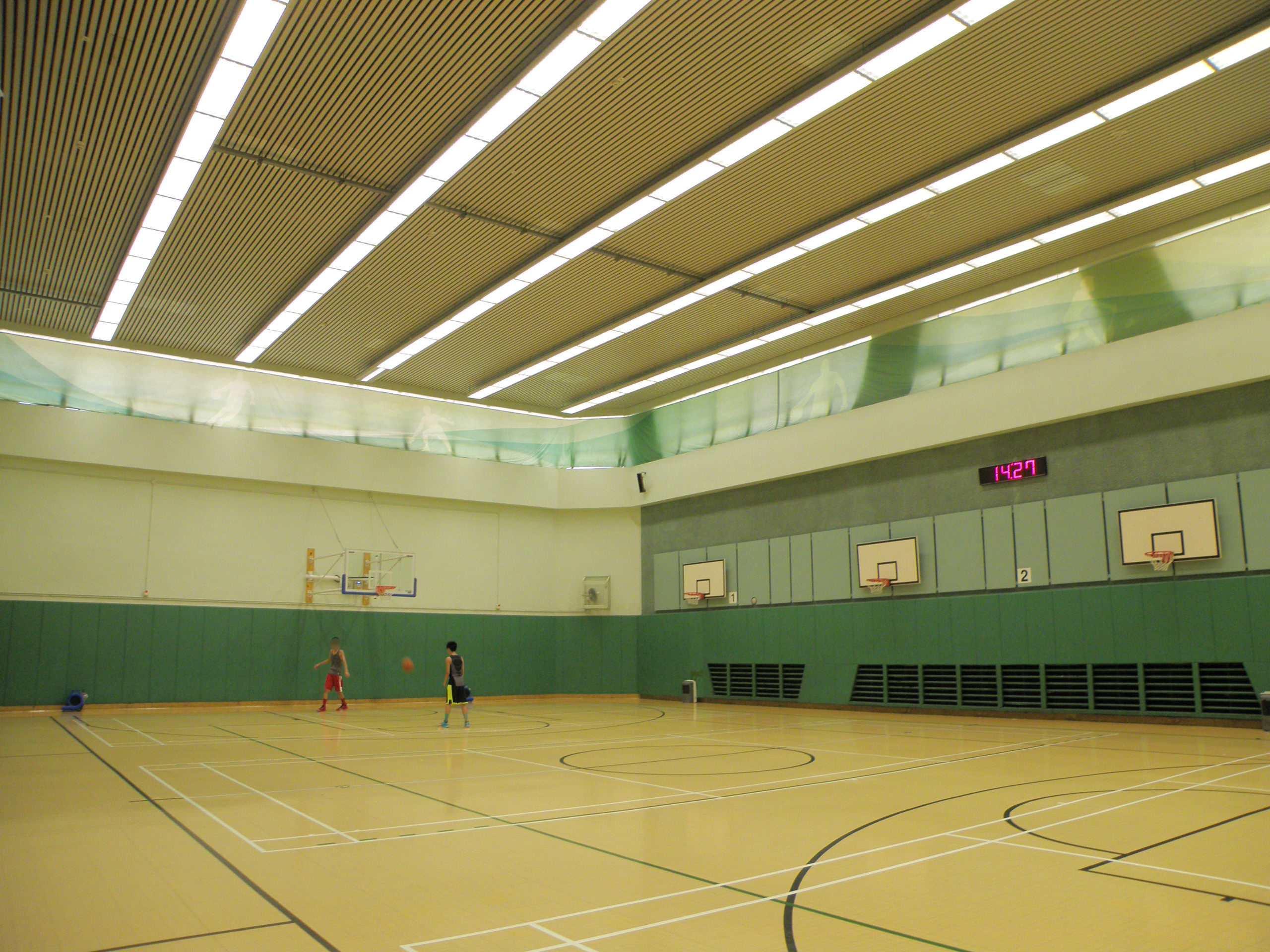
顯徑體育館多用途主場未有安裝空調系統

顯徑體育館（英語：Hin Keng Sports Centre）為康樂及文化事務署其下的一個體育館，能夠提供各樣體育設施（籃球、活動室等），本體育館位於顯徑商場內。顯徑體育館是於1988年12月15日和顯徑邨及顯徑商場同期落成及啟用。

## 設施
體育館樓高3層，包括1個可提供1個籃球場／1個排球場或3個羽毛球場的多用途主場、2個壁球室、健身室、2個多用途活動室及1張乒乓球枱。唯多用途主場多年來一直未有安裝空調系統，只設有四部掛牆式風扇。有使用者表示場館非常焗促，但康文署表示體育館為舊式設計，難以加設空調。

## 鄰近
- 顯徑邨
- 顯徑商場
- 顯徑巴士總站
- 顯田村
- 上徑口村
- 下徑口村
- 顯田游泳池
- 顯田遊樂場